# John Hayres
John Prior Hayres (11 aprile 1938) è un ex nuotatore australiano.
Ha partecipato ai Giochi di Melbourne 1956, gareggiando nei 100m dorso.
Nel 1958 ai  Giochi del Commonwealth ha vinto 1 argento, gareggiando nei 110yard dorso.